# Голубиний провулок (Київ)
Голуби́ний прову́лок — провулок у Подільському районі міста Києва, місцевість Біличе поле. Пролягає від Паркової до Полкової вулиці.

## Історія
Провулок виник у першій половині XX століття під назвою 326-та Нова вулиця, з 1944 року — Голубинна вулиця (фактично продовжували використовувати попередню назву). Сучасна назва — з 1953 року отримав назву Красноводський провулок, на честь туркменського міста Красноводськ (нині — Туркменбаші).
Сучасна назва  — з 2023 року.